# Рибалочка буруйський
Рибалочка буруйський (Ceyx cajeli) — вид сиворакшоподібних птахів родини рибалочкових (Alcedinidae). Ендемік Індонезії. Раніше входив до комплесу видів новогвінейського рибалочки-крихітки, однак був визнаний окремим видом.

## Опис
Довжина птаха становить 14 см. Верхня частина голови, плечі і крила чорнувато-сірі, спина і надхвістя контрастно-блакитні, на тімені блакитні плямки. Нижня частина тіла яскраво-оранжева, горло контрастно біле. На голові з боків оранжево-білі плями. Дзьоб яскраво-червоний.

## Поширення і екологія
Буруйські рибалочки є ендеміками острова Буру в архіпелазі Молуккських островів. Вони живуть в підліску вологих тропічних лісів, в густих вторинних заростях і на плантаціях. Зустрічаються на висоті до 1300 м над рівнем моря. Живляться безхребетними і дрібною рибою.

## Збереження
МСОП класифікує стан збереження цього виду як близький до загрозливого. Буруйським рибалочкам загрожує знищення природного середовища.